# 孫近
孙近（？—？），字叔诣，常州无锡（今属江苏）人，南宋官员。

## 生平
崇宁二年进士。崇宁五年，考中宏词科。建炎元年（1127年）知绍兴府。歷官吏部侍郎、直学士院，南渡後，附會秦檜，主議和。官參知政事，兼知枢密院事。绍兴八年（1138），胡銓曾上書，請斬王倫、秦檜、孫近三人。